# 民主主義復興最高評議会
民主主義復興最高評議会（みんしゅしゅぎふっこうさいこうひょうぎかい、フランス語: Conseil suprême pour la Restauration de la Démocratie、略称CSRD）は、2010年2月18日にニジェールにおいて軍事クーデターを起こし、実権を握った軍事政権。議長はサル・ジボ。CSRDは、「ニジェールをよき民主主義と統治のモデルにする」ことをクーデターの目的と主張した。
クーデター後の2日間、何千もの人々が軍事政権と、その民主主義を導入するという目的を支持するデモを実施した。
2010年10月に新憲法案が国民投票で9割以上の賛成を得て承認され、2011年3月12日に大統領選挙を実施。ニジェール民主社会主義党議長のマハマドゥ・イスフが当選し4月7日に就任宣誓を行い民政移管が果たされ、CSRDはその役割を終えた。

## 主要メンバー
- サル・ジボ - 議長（大佐）
- ジブリル・ヒマ・ハミドゥ (Djibrill Hima Hamidou) - 1999年のクーデターにおけるスポークスマン。ニジェールサッカー協会の会長でもあった。（大佐）
- グコイェ・アブドゥル・カリム (Goukoye Abdul Karimou) - 臨時政府スポークスマン。（大佐）
- アダム・アルナ - 1999年クーデターのリーダー・ダオダ・マラム・ワンケの側近（Aide-de-camp）[7]。

## 活動
CSRDは軍隊の兵舎にタンジャ・ママドゥ大統領を拘束した後、ニジェールの憲法を停止させ、全ての国家機関を解散させた。